# Andrzejów (Bełchatów)
Pour les articles homonymes, voir Andrzejów.
Andrzejów (prononciation [anˈdʐɛjuf]) est un village de la gmina de Rusiec, du powiat de Bełchatów, dans la voïvodie de Łódź, situé dans le centre de la Pologne.
Il se situe à environ 6 kilomètres au sud-est de Rusiec (siège de la gmina), 24 kilomètres à l'ouest de Bełchatów (siège du powiat) et 62 kilomètres au sud-ouest de Łódź (capitale de la voïvodie).
Sa population s'élève approximativement à 82 habitants.

## Administration
De 1975 à 1998, le village était attaché administrativement à l'ancienne voïvodie de Sieradz.

Depuis 1999, il fait partie de la nouvelle voïvodie de Łódź.